# Lister-Nunatakker
Die Lister-Nunatakker sind eine Gruppe isolierter Nunatakker im ostantarktischen Viktorialand. Sie ragen 25 km südsüdwestlich der Brawn Rocks an den nördlichen Ausläufern des Priestley-Firnfelds auf.
Der United States Geological Survey kartierte sie anhand eigener Vermessungen und Luftaufnahmen der United States Navy aus den Jahren von 1960 bis 1964. Das Advisory Committee on Antarctic Names benannte die Nunatakker 1969 nach Larry W. Lister, Besatzungsmitglied bei Hubschrauberflügen der Flugstaffel VX-6 während der Operation Deep Freeze der Jahre 1966, 1967 und 1968.